# روبرت إس. لوكاس
روبرت إس. لوكاس (بالإنجليزية: Robert S. Lucas) هو ضابط فيتنامي وأمريكي، ولد في 1930.